# Hacıoğlan, Durağan
Hacıoğlan là một xã thuộc huyện Durağan, tỉnh Sinop, Thổ Nhĩ Kỳ. Dân số thời điểm năm 2011 là 119 người.